# Roestbuikkortvleugel
De roestbuikkortvleugel (Brachypteryx hyperythra) is een vogelsoort uit de familie van de vliegenvangers (Muscicapidae) die voorkomt in China, India en Myanmar.

## Verspreiding en leefgebied
De roestbuikkortvleugel is een schaars voorkomende vogel uit het Himalayagebied. Deze lijstersoort broedt in dicht, altijd groenblijvend montaan bos op een hoogte tussen de 1800 en 3000 m boven de zeespiegel. 's Winters verblijft de vogel op lagere hoogten tot 450 m (soms 150 m) in dichtbegroeide bergkloven. Er zijn twee van elkaar gescheiden broedgebieden: in Nepal en meer oostelijk in het grensgebied van Myanmar en China. Mogelijk is het verspreidingsgebied nog groter.

## Status
Tussen 2004 en 2007 werd duidelijk dat de vogel iets minder schaars was dan eerder vermoed en daarom werd in 2007 de status op de Rode Lijst van de IUCN veranderd van kwetsbaar naar gevoelig.
Het leefgebied van de vogel wordt bedreigd door houtkap, ontbossing en omzetting van ruig terrein in beweidingsgebied of theeplantages.